# Anne-Marie Escoffier
Pour les articles homonymes, voir Escoffier.
Anne-Marie Escoffier, née le 15 août 1942 à Dax, dans les Landes, est une femme politique française, membre du Parti radical de gauche, ancienne ministre déléguée auprès de la ministre de la Réforme de l’État, de la Décentralisation et de la Fonction publique, chargée de la Décentralisation, dans le gouvernement Ayrault II du 18 juin 2012 au 31 mars 2014. Haute fonctionnaire de l'Administration française et ancienne préfète de l'Aveyron et de l'Yonne, elle est élue sénatrice de l'Aveyron lors du renouvellement sénatorial du 21 septembre 2008, jusqu'au renouvellement du 28 septembre 2014.

## Parcours
Née à Dax d'un père ingénieur-conseil et d'une mère enseignante puis mère au foyer, elle est issue d'une fratrie de 3 enfants. Après avoir beaucoup bougé au gré des affectations de son père, elle fait son primaire au Lycée des jeunes filles Jeanne-d'Arc à Clermont-Ferrand. Elle obtient son baccalauréat dans un lycée, à Roanne, avant de partir à l'université de Lyon d'où elle ressort diplômée après plusieurs années d'études.
Professeur de latin et d'italien de 1962 à 1970, Anne-Marie Escoffier est nommée cadre directrice aux services académiques de 1970 à 1972, puis cadre directrice au rectorat d'Amiens de 1973 à 1980 pour enfin être secrétaire générale à l'inspection académique d'Amiens, de 1980 à 1982.
Nommée directrice des relations avec les services extérieurs de l'État, des affaires économiques et de l'emploi à la préfecture de la Somme, de 1982 à 1984, elle devient chargée de mission et chef du bureau à la direction générale des collectivités locales du ministère de l'Intérieur, de 1984 à 1988. Enfin, elle a été inspectrice adjointe, inspectrice et inspectrice générale de l'administration au ministère de l'Intérieur, de 1988 à 2005. Elle devient Sous-directrice de l’action sociale, direction du personnel, de la formation et de l’action sociale au ministère de l’Intérieur, de 1990 à 1992.
Elle est nommée préfète de l'Aveyron de 1999 à 2001 puis de 2001 à 2002 dans l'Yonne.
Anne-Marie Escoffier est également membre de la commission consultative d’orientation chargée d’aider le ministère de l’Intérieur à résoudre le problème des étrangers en situation irrégulière depuis 1998.
Conseillère générale du canton de Rignac dans l'Aveyron élue en 2008, elle remporte les élections sénatoriales et se voit confier la vice-présidence de la délégation sénatoriale aux collectivités territoriales et à la décentralisation le temps de son mandat de sénatrice jusqu'à sa nomination au gouvernement.
Elle est battue lors des élections sénatoriales du 28 septembre 2014.

## Citations
« Au fond, je ne pense pas être une femme politique.
Je crois en revanche que je donne priorité partout à l'humain.
Pour moi, donner un sens à sa vie, c'est la donner pour l'autre.
Se sentir responsable et redevable envers son pays. »

— Anne-Marie Escoffier, le 18 février 2013 lors d'une interview sur son action au gouvernement

## Vie privée
Depuis 1999, Anne-Marie Escoffier vit près de Belcastel, canton de Rignac.  

## Fonctions et mandats

### Fonctions ministérielles
- Ministre déléguée auprès de la ministre de la Réforme de l’État, de la Décentralisation et de la Fonction publique, chargée de la Décentralisation dans le gouvernement Ayrault II du 21 juin 2012 au 31 mars 2014.

### Mandats
- Conseillère générale DVG de l'Aveyron pour le canton de Rignac depuis mars 2008.
- Vice-présidente du groupe socialiste et républicain au Conseil général de l'Aveyron à Rodez depuis mars 2008.

- Sénatrice apparentée PRG au groupe RDSE de l'Aveyron de septembre 2008 à juillet 2012[4] et du 3 mai 2014 au 1er octobre 2014.

### Fonctions précédentes
- Préfète de l'Aveyron du 27 avril 1999 au 17 septembre 2001.
- Préfète de l'Yonne du 17 septembre 2001 au 1er août 2002.

## Divers
- Anne-Marie Escoffier est membre de la Société des lettres, sciences et arts de l'Aveyron depuis 2002[5].